# Redevance départementale et communale des mines
Les redevances communales et départementales des mines en France sont des redevances proportionnelles ayant pour fondement originel la loi du 21 avril 1810 concernant les mines, les minières et les carrières et créées sous leur forme moderne en 1941. Elles sont codifiées sous les articles 1519 (pour les redevances communales) et 1587 (pour les redevances départementales) du Code général des impôts français.

En 2005, le produit de ces redevances était de 12,347 millions d'euros pour les communes et de 14,108 millions d'euros pour les départements. Par ailleurs, comme leurs noms l'indiquent, ces redevances sont affectées aux budgets des communes et des départements sur le territoire desquels sont situés les mines.

## Histoire
La loi du 21 avril 1810 relative aux mines, aux minières et aux carrières, adoptée sous le Premier Empire constitue l'élément fondateur de la taxation de l'extraction minière. En effet, selon cette loi, l'exploitation des mines n'est pas considérée comme un commerce et n'est donc pas soumise à la contribution des patentes. En outre, elle institue deux redevances au profit de l’État (une redevance fixe par hectare et une redevance proportionnelle dont le taux s'applique au produit net de l'exploitation).
C'est la loi du 8 avril 1910 qui liquide de façon différente le produit de ces redevances. En effet, elle prévoit qu'une partie de la redevance proportionnelle sera versée aux communes. Cette partie sera alors divisée en deux parts, dont l'une ira aux communes sur le territoire desquelles se trouve la mine, alors que l'autre moitié sera versée à un fonds commun qui sera ventilé entre les communes dans lesquelles sont domiciliés les ouvriers et les employés des exploitations minières.
En 2012, les redevances communales et départementales des mines sont codifiées dans le Code général des impôts sous les articles 1519 (pour les redevances communales) et 1587 (pour les redevances départementales).

## Champ d'application des redevances
Les redevances communales et départementales des mines doivent être versées par les:
- concessionnaires de mines;
- amodiataires et sous-amodiataires de concessions minières;
- titulaires de permis d'exploitation des mines; et,
- par les explorateurs de mines de pétrole et de gaz combustibles[1].

Au regard des différentes activités pratiquées par ces différentes catégories de redevables, l'administration fiscale a précisé que les activités soumises aux redevances communales et départementales des mines sont exonérées de cotisation foncière des entreprises. Ces activités, visées par le Code général des impôts, sont l'extraction, la manipulation et la vente de matières extraites des mines.

## Calcul des redevances

### Base d'imposition
En pratique, la base d'imposition aux redevances communales et départementales des mines est constituée par les quantités de produits extraits des mines, minières ou carrières. Toutefois, seuls certains produits extraits sont visés par la loi. Ceux n'étant pas mentionnés apparaissent dans l'arrêté annuel établissant les tarifs des redevances.
La taxe de l'année est calculée sur le tonnage net des produits extraits l'année précédente. En outre, les tonnages de certains produits sont déterminés selon des règles qui leur sont propres. C'est le cas notamment pour la houille et le lignite, le minerai de fer, la pyrite, les schistes bitumineux ou encore le chlorure de sodium.

### Tarifs des redevances
Les redevances sont calculées en appliquant à la base déterminée selon les règles exposées supra un tarif. Ce tarif est fixé en principe tous les ans, et est différent pour chaque produit extrait. Ainsi, certains tarifs évoluent en fonction de l'indice de valeur du produit intérieur brut total, tandis que d'autres évoluent en fonction de l'indice des prix tel qu'il est estimé dans la projection économique présentée en annexe au projet de loi de finances de l'année.
Le tableau suivant reprend les montants des tarifs appliqués pour chaque catégorie de ressource extraite, tels qu'établis par l'arrêté du 9 août 2011 fixant les tarifs des redevances communale et départementale des mines applicables en 2011.
| | Redevance communale | Redevance départementale | Total      |
| Minerais aurifères (par kilogramme d'or contenu) | 125,70 €            | 25,02 €                  | 150,72 €   |
| Minerais d'uranium (par centaine de kilogrammes d'uranium contenu)                                                                                            | 236,30 €            | 46,90 €                  | 283,20 €   |
| Minerais de tungstène (par tonne d'oxyde de tungstène WO3 contenu)                                                                                            | 108,50 €            | 21,20 €                  | 129,70 €   |
| Minerais argentifères (par centaine de kilogrammes d'argent contenu)                                                                                          | 197,20 €            | 39,20 €                  | 236,40 €   |
| Bauxite (par millier de tonnes nettes livrées) | 464,50 €            | 92,90 €                  | 557,40     |
| Fluorine (par millier de tonnes nettes livrées) | 603,90 €            | 122,90 €                 | 726,80 €   |
| Chlorure de sodium : |                     |                          |            |
| - sel extrait par abattage (par millier de tonnes nettes livrées)                                                                                             | 574,30 €            | 116,80 €                 | 691,10 €   |
| - sel extrait en dissolution par sondage : |                     |                          |            |
| a) livré raffiné (par millier de tonnes nettes livrées) | 349,70 €            | 68,90 €                  | 418,60 €   |
| b) livré en dissolution (par millier de tonnes de NaCl contenu)                                                                                               | 116,80 €            | 22,60 €                  | 139,40 €   |
| Charbon (par centaine de tonnes extraites | 185,50 €            | 90,10 €                  | 275,60 €   |
| Propane (par tonne nette livrée) | 6,90 €              | 5,40 €                   | 12,30 €    |
| Butane (par tonne nette livrée) | 6,90 €              | 5,40 €                   | 12,30 €    |
| Essence de dégazolinage (par tonne nette livrée) | 6,20 €              | 4,70 €                   | 10,90 €    |
| Minerais de soufre autre que les pyrites de fer (par tonne de soufre contenu)                                                                                 | 2,10 €              | 1,50 €                   | 3,60 €     |
| Lignites d'un pouvoir calorifique égal ou supérieur à 13 MJ/kg (par millier de tonnes nettes livrées)                                                         | 710,10 €            | 140,70 €                 | 850,80 €   |
| Lignites d'un pouvoir calorifique inférieur à 13 MJ/kg (par millier de tonnes nettes livrées)                                                                 | 172,60 €            | 38,30 €                  | 210,90 €   |
| Gaz carbonique (par 100 000 m3 extraits à 1 bar et 15 °C) | 260,00 €            | 53,20 €                  | 313,20 €   |
| Calcaires et grès bitumineux ou asphaltiques non destinés à la distillation pour production d'huiles ou d'essences (par millier de tonnes nettes livrées)     | 1 193,60 €          | 237,60 €                 | 1 131,20 € |
| Schistes carbobitumineux et schistes bitumineux à traiter par distillation pour en extraire des huiles et des essences (par millier de tonnes nettes livrées) | 39,80 €             | 8,20 €                   | 48,00 €    |
| Pyrite de fer (par millier de tonnes nettes livrées) | 398,20 €            | 81,40 €                  | 479,60 €   |
| Minerais de fer (par millier de tonnes nettes livrées) | 274,20 €            | 57,00 €                  | 331,20 €   |
| Minerais d'antimoine (par tonne d'antimoine contenu) | 9,60 €              | 2,00 €                   | 11,60 €    |
| Minerais de plomb (par centaine de tonnes de plomb contenu)                                                                                                   | 501,10 €            | 96,60 €                  | 597,70 €   |
| Minerais de zinc (par centaine de tonnes de zinc contenu) | 398,20 €            | 81,40 €                  | 479,60 €   |
| Minerais d'étain (par tonne d'étain contenu) | 96,60 €             | 19,20 €                  | 115,80 €   |
| Minerais de cuivre (par tonne de cuivre contenu) | 15,60 €             | 3,10 €                   | 18,70 €    |
| Minerais d'arsenic (par millier de tonnes d'arsenic contenu)                                                                                                  | 534,20 €            | 108,50 €                 | 642,70 €   |
| Minerais de bismuth (par tonne de bismuth contenu) | 46,70 €             | 9,50 €                   | 56,20 €    |
| Minerais de manganèse (par centaine de tonnes de manganèse contenu)                                                                                           | 296,60 €            | 60,00 €                  | 356,60 €   |
| Minerais de molybdène (par tonne de molybdène contenu) | 197,20 €            | 39,80 €                  | 237,00 €   |
| Minerais de lithium (par tonne de Li2O contenu) | 39,80 €             | 8,10 €                   | 47,90 €    |
| Sels de potassium (par centaine de tonnes de K20 contenu) | 209,30 €            | 41,70 €                  | 251,00 €   |
| Gaz naturel (par 100 000 m3 extraits à 1 bar et 15 °C) : |                     |                          |            |
| - Gisements mis en exploitation avant le 1er janvier 1992 | 256,60 €            | 374,60 €                 | 631,20 €   |
| - Gisements mis en exploitation à compter du 1er janvier 1992                                                                                                 | 69,20 €             | 87,60 €                  | 156,80 €   |
| Pétrole brut (par centaine de tonnes nettes extraites) : |                     |                          |            |
| - Gisements mis en exploitation avant le 1er janvier 1992 | 764,60 €            | 982,10 €                 | 1 746,70 € |
| - Gisements mis en exploitation à compter du 1er janvier 1992                                                                                                 | 239,50 €            | 304,60 €                 | 544,10 €   |

## Paiement des redevances
Les redevances sont dues pour l'année entière, au vu de la situation existante au 1er janvier de l'année d'imposition. Elles sont fixées par rapport aux quantités de minerais extraites l'année précédente. Par ailleurs, la détermination des tonnages varie selon le type de minerai extrait.
Une déclaration doit être adressée chaque année par les différents types d'exploitants de mines à l'ingénieur en chef des mines. Cette déclaration récapitule les concessions, permis d'exploitation et explorations dont les exploitants ont disposé l'année précédente, ainsi que les noms des communes d'exploration ou d'exploitation. En outre, y figure également le tonnage contenu de chacun des métaux taxés. Une fois ces déclarations vérifiées, elles sont transmises aux services des impôts pour procéder au calcul des deux redevances.
Comme en matière d'impôts directs locaux, les redevances sont perçues par voie de rôle.

## Spécificités relatives aux redevances des mines
Les redevances communales et départementales des mines sont particulières eu égard à leur mode d'attribution et de répartition. Celui-ci diffère en effet en fonction du produit extrait et du type de redevance.